# Origami (Band)
Origami ist eine 2001 gegründete russische Post-Hardcore-Band aus Sankt Petersburg.
Die Band besteht aus Artjom Kassajew (Gesang, Gitarre), Nikolai Sawenkow (Bass), Artjom Kassajew (Gesang, Gitarre), Alexei Pirogow (Schlagzeug) und Andrei Scharapow (Gitarre, Gesang). Origami steht beim russischen Musiklabel Kapkan Records (u. a. Stigmata) unter Vertrag und veröffentlichte seit 2005 bereits drei Alben, ein Live-Unplugged-Album und eine Single.

## Diskografie

### Singles
- 2007: Нить
- 2009: Никто другой
- 2011: Здесь останусь только Я

### Alben
- 2005: Когда ложь стала правдой
- 2006: И ангелы ошибаются
- 2008: Синдром Кассандры

### Live
- 2007: Unplugged

## Auszeichnungen
- 2006: Punkgazetka Awards[1]